# درامینک
درامینک (به لهستانی:  Draminek) یک روستا در لهستان است که در گمینا راچیانژ واقع شده‌است.